# Minou – kattflickan
Minou – kattflickan (nederländska: Minoes) är en nederländsk barnfilm från 2001 regisserad av Vincent Bal efter ett manus av Burny Bos. Den är filmatisering av barnboken Minoes av Annie M. G. Schmidt från 1970.
Berättelsen handlar om katten Minou, som förvandlas till en kvinna.

## Handling
Filmen handlar om katten Minou, som av misstag förvandlas till en människa. Hon bor i en låda med journalisten Tibbe i den fiktiva staden Killendoorn. Katten försöker bete sig som andra människor, men har fortfarande många kattbeteenden. Hon äter gärna fisk och jamar på taket med de andra katterna.
Tibbe, en blyg journalist som inte kan skriva en bra artikel i sin tidning, träffar Minou. Hon bestämmer sig för att erbjuda honom hjälp i utbyte mot en plats att sova och äta. Han blir med tiden den bästa journalisten i sin stad, tack vare nyheter från katter i hela staden. Allt förändras dock efter att ha publicerat en artikel om herr Ellemeet, som anses vara en anständig man som älskar djur, men det är han inte. Tibbe blir av med jobbet och fröken Minou och de andra katterna bestämmer sig för att hjälpa honom.

## Rollista
| Roll                    | Skådespelare                        | Svensk röst                |
| ----------------------- | ----------------------------------- | -------------------------- |
| Minou                   | Carice van Houten                   | Sara Sommerfeld            |
| Tibbe de Vries          | Theo Maassen                        | Gustaf Hammarsten          |
| Bibian “Bibi” van Dam   | Sarah Bannier                       | Emilia Brown               |
| herr Ellemeet           | Pierre Bokma                        | Krister Henriksson         |
| fru Ellemeet            | Marisa van Eyle                     | Anneli Martini             |
| fru van Dam             | Olga Zuiderhoek                     | Cecilia Nilsson            |
| herr van Dam            | Kees Hulst                          | Stephan Karlsén            |
| Harry de Haringman      | Hans Kesting                        | Bengt Järnblad             |
| borgmästare van Weezel  | Jack Wouterse                       | Lars Edström               |
| Pia Bongers             | Lineke Rijxman                      | Cecilia Ljung              |
| Sjoerd de Wit           | Bas Teeken                          | Andreas Nilsson            |
| skvallertjej            | Bianca Krijgsman Plien van Bennekom | Mia Benson Frida Edström   |
| herr Pastoor            | Wim van den Heuvel                  | Mathias Henrikson          |
| lärare                  | Joep Onderdelinden                  |                            |
| polis                   | Chris Bolczek                       | Mathias Henrikson          |
| Jakkepoes (röst)        | Annet Malherbe                      | Elisabet Carlsson          |
| tant Moortje (röst)     | Loes Luca                           | Margreth Weivers           |
| skolkatten Simon (röst) | Wim T. Schippers                    | Bert Rolfart               |
| Tinus (röst)            | Hans Teeuwen                        | Stephan Karlsén            |
| fru Pastoor (röst)      | Paul Haenen                         | Lena-Pia Bernhardsson      |
| Joop (röst)             | Frits Lambrechts                    | Andreas Nilsson            |
| Minous syster (röst)    | Katja Schuurman                     | Gabriella Wessman          |
| Leentje (röst)          | Kim van Kooten                      |                            |
| kattunge                |                                     | Alfred Westh Matilda Westh |

- Svensk regi – Lars Edström
- Översättning och bearbetning – Britt Olofsson, Lars Edström
- Producent – Mari-Anne Barrefelt
- Ljudtekniker – Ulf Olausson
- Mixtekniker – Erik Guldager
- Svensk version producerad av Barrefelt Produktion[3][4]